# 13715 Steed
13715 Steed este un asteroid din centura principală de asteroizi.

## Descriere
13715 Steed este un asteroid din centura principală de asteroizi. A fost descoperit pe 17 august 1998 la Socorro, New Mexico, în cadrul proiectului LINEAR. Asteroidul prezintă o orbită caracterizată de o semiaxă mare de 2,59 ua, o excentricitate de 0,15 și o înclinație de 5,9° în raport cu ecliptica.